# كينيث والتر
كينيث والتر (5 نوفمبر 1939 - 13 سبتمبر 2003) (بالإنجليزية: Kenneth Walter)‏ هو لاعب كريكت جنوب أفريقي. شارك مع منتخب جنوب أفريقيا الوطني للكريكت.

## وصلات خارجية
- كينيث والتر على موقع إي آس بي آن كريك إنفو (الإنجليزية)